# Retkovec Svibovečki
Retkovec Svibovečki – wieś w Chorwacji, w żupanii varażdińskiej, w mieście Varaždinske Toplice. W 2011 roku liczyła 23 mieszkańców.